# Jack-O
Jack-O (bra: Halloween - A Maldição Está de Volta!) é um filme de terror e suspense americano de 1995, dirigido por Steve Latshaw e estrelado por Linnea Quigley, Maddisen Krown, Gary Doles, Ryan Latshaw e Catherine Walsh.

## Elenco
- Patrick Moran como Jack-O-Lantern
- Linnea Quigley como Carolyn Miller
- Maddisen K. Krown como Linda Kelly (creditada como Rebecca Wicks)
- Gary Doles como David Kelly
- Ryan Latshaw como Sean/David Kelly
- Catherine Walsh como Vivian Machen
- Rachel Carter como Julie Miller
- Tom Ferda como Jim
- Bill Cross como Richard Watson
- Helen Keeling como Amanda Watson
- Thor Schweigerath como Robbie
- Christina Connell como Sarah
- Mike Conner como Arthur Kelly
- Katy Maznicki como Eunice Kelly
- John Carradine como Walter Machen
- Cameron Mitchell como Dr. Cadáver
- Brinke Stevens como Bruxa